# Ametralladora con treinta y tres bocas de fuego

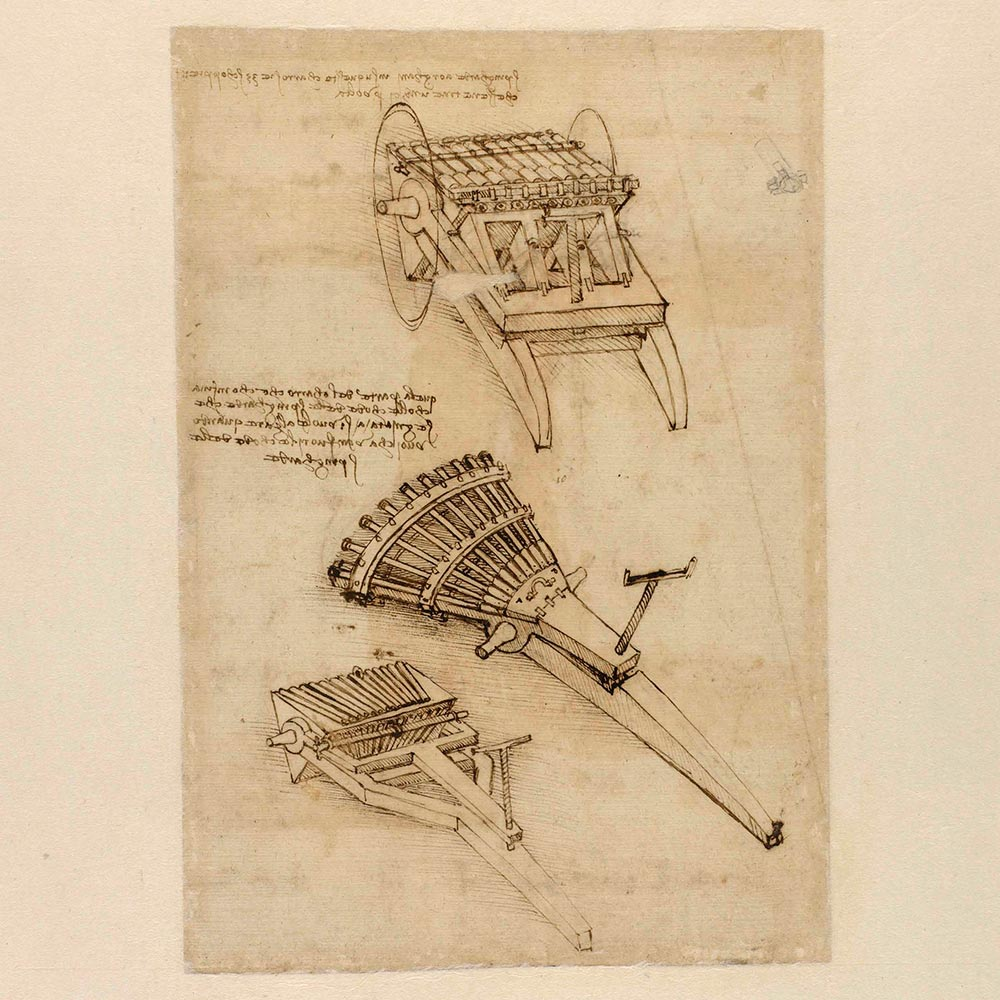
El diseño original de Leonardo da Vinci

La Ametralladora con treinta y tres bocas de fuego fue el diseño de un arma de fuego, más específicamente de un cañón de salva, inventado por el polímata Leonardo da Vinci, desarrollada con el propósito de mejorar los cañones existentes de la época, los cuales tardaban demasiado tiempo en cargar, permitiendo así disparar varios cañones al mismo tiempo.

## Desarrollo
El genio de Leonardo da Vinci se extendió por múltiples campos, siendo sus manuscritos las mejores evidencias de que a pesar de no haber recibido las educaciones tradicionales para la época, sus propios intereses lo llevaron a abarcar el estudio de diversos temas que iban desde la fisiología humana, la pintura, la cartografía, la óptica, las artes culinarias, las maquinarias, la arquitectura, las matemáticas entre muchas otras, sin embargo, este también se extendió a la creación de material bélico.

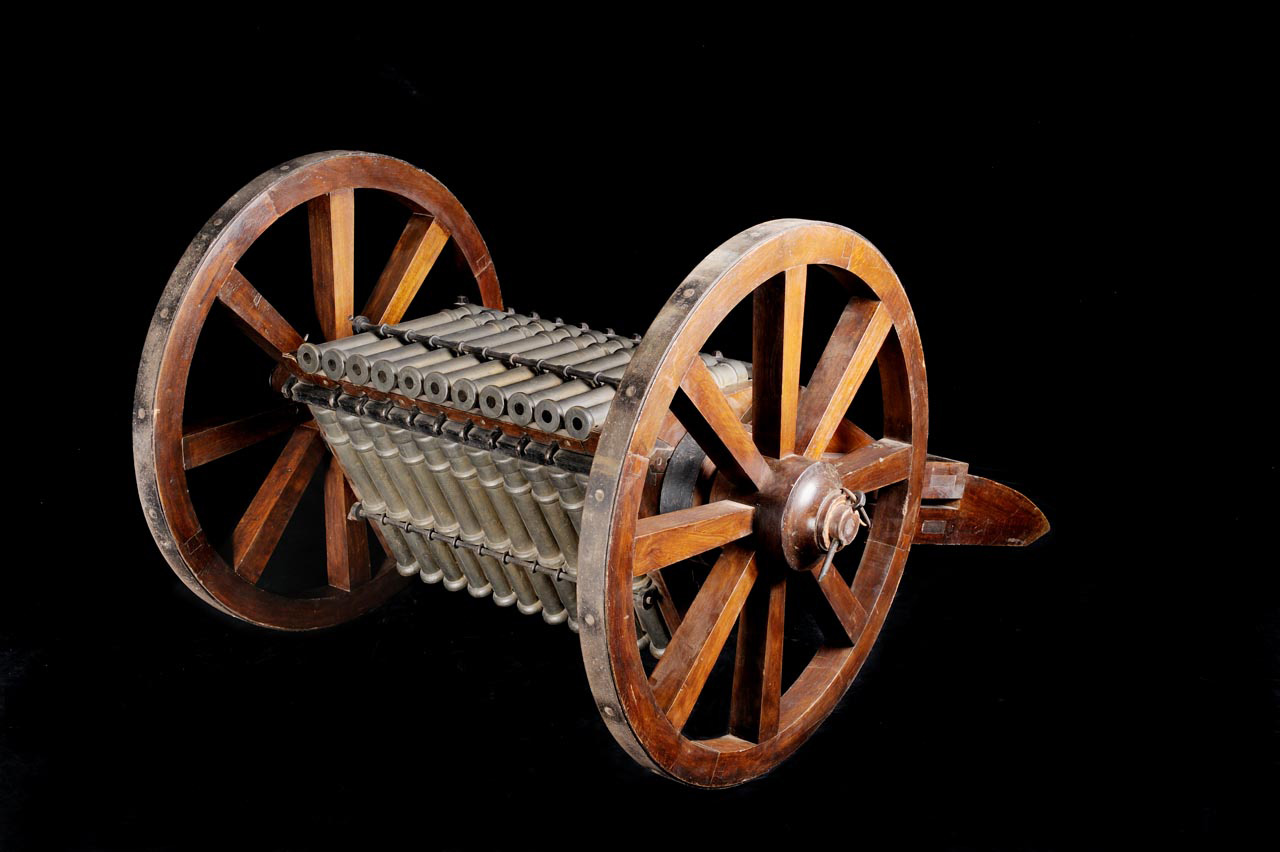
Prototipo de la Ametralladora con 33 bocas de fuego.

La perspectiva de Leonardo DaVinci por la guerra puede ser un tema desconcertante, ya que se ha considerado que él era un hombre pacífico, más interesado en los saberes y en las ciencias que en los conflictos bélicos, a pesar de su servicio como ingeniero militar bajo el mando de César Borgia durante el papado de Alejandro VI. Sin embargo es probable que su propia pasión por la ingeniería y las maquinarias, combinado con lo frecuente que era la guerra en sus tiempos lo llevase a idear algunas armas de artillería experimental, las más destacadas por su diseño fueron una ballesta gigante, carros de combate con cuchillas, catapultas mejoradas y la ametralladora con treinta y tres bocas de fuego de fuego, entre otras.
Se estima que la ametralladora con treinta y tres bocas de fuego fue diseñada por Leonardo en el año 1480. junto al diseño de otra arma de fuego experimental, un ribadoquín, los cuales se encuentran registrados en su obra del Códice Atlántico, junto a varios otros de sus diseños.

## Funcionamiento
El diseño original muestra treinta y tres cañones de calibre corto alineados en tres filas de once cañones cada una conectadas a una plataforma giratoria, con ruedas a los costados para permitir su movilización.
Se estima que su modo de operación consistía en cargar la primera fila de cañones y dispararlas durante la batalla para alcanzar a múltiples objetivos en simultáneo, después se rotaría la plataforma y se dispararía la siguiente fila de cañones, para después poder disparar la tercera.
La gran ventaja que esta ametralladora presentaba frente a los cañones tradicionales, es que mientras se disparaba una de las filas de cañones, otra podía enfriarse y la tercera tenía el potencial de estar siendo cargada en el acto, permitiendo así una ráfaga de proyectiles constante, en lugar de tener que esperar a que el cañón se enfriara para volverlo a usar.

## Legado

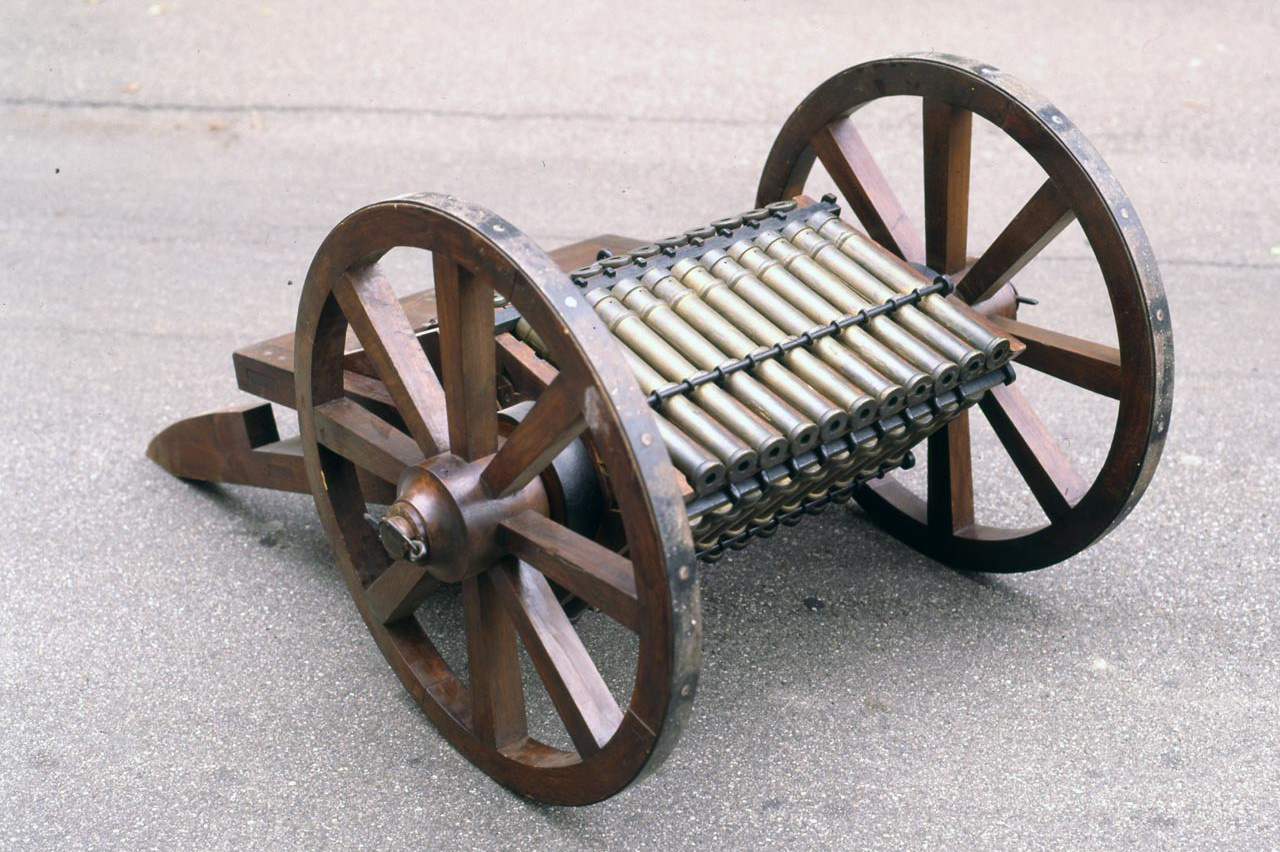
La réplica de la ametralladora, disponible en el Museo Nacional de la Ciencia y la Tecnología Leonardo da Vinci.

Si bien, al igual que muchas de las otras invenciones de Leonardo da Vinci, esta ametralladora nunca llegó a ser fabricada y mucho menos utilizada en un campo de batalla, se le considera como una de las bases que inspiraron a las ametralladoras modernas, las cuales no aparecieron formalmente sino hasta el siglo XIX, al igual que de otras armas capaces de disparar múltiples proyectiles simultáneamente, como los lanzacohetes rusos.
También es destacable que Leonardo se preocupase por el posible funcionamiento de los proyectiles, estudiando la resistencia del aire y diseñando líneas aerodinámicas precisas de la trayectoria de los mismos, así como el poder de penetración de los mismos, experimentando con proyectiles creados a partir de conchas rellenas de pólvora.
Los resultados de sus experimentos, así como los diseños de sus cañones con múltiples barriles también serían aprovechados por la industria armamentística moderna, para la fabricación de las armas de fuego contemporáneas.
Una réplica de la ametralladora puede ser encontrada en el Museo Nacional de la Ciencia y la Tecnología Leonardo da Vinci en Milán.